# Тир (бог)
Тир (арм. Տիր, от др.-перс. Tīr-ī abāxtarīg «планета Меркурий») — в армянской мифологии бог-писец верховного бога Арамазда, прорицатель судьбы.

## Описание
Тир навевает людям сны, открывающие им их будущее. По-видимому, Тир считался также и проводником душ в подземное царство. В эллинистическую эпоху Тир отождествлялся с Аполлоном и Гермесом.
Тир, как эпитет Гроха, должен был записывать тех, кто умирал, поэтому армяне говорят: «Пусть Грох унесёт тебя».

## Почитание
Храм Тира (между городами Вагаршапат (Эчмиадзин) и Арташат) был местопребыванием оракулов, где жрецы толковали сны, обучали наукам и искусствам. Храм Тира назывался «Диван писца Арамазда».
Арташес I (II век до н. э.), основав город Арташат, ставший столицей Великой Армении, перенёс сюда из культового центра Багаран статую Тира.

## Храм Тира
Еразамуйн (арм. Երազամոյն) — храм, посвящённый Тиру. Находился храм за пределами Арташата, недалеко от дороги в Вагаршапат. Точная этимология неизвестна, однако исследователи полагают, что Еразамуйн переводится как Толкователь снов, что напрямую связано с культом Тира, как толкователя снов, писца и прорицателя. Учёные предполагают, что в храме Тира обучали дисциплинам, таким как толкование снов, письмо и риторика. Тем самым, учитывая схожесть в эллинистические времена Тира с Аполлоном, храм представлял собой подобие святилища Дельфийского оракула. Нередко Еразамуйн называли Хранилищем или Диваном писца Арамазда, то есть Тира.
Храм упоминается в труде Агафангела «История Армении», в которой приведены строки об уничтожении царём Трдатом III храма посвящённому Тиру: По дороге царь [Трдат] разрушил и сжег храм толкования снов Еразамуйн, воздвигнутый в честь бога Тира, писца бога Ормузда. Вместе с соседним храмом Анаит, Еразамуйн составлял храмовый комплекс.

## Влияние
Вероятно к имени Тир восходит название четвёртого месяца древнеармянского календаря — трэ, а также несколько имён собственных, таких как Тиротц, Тиран, Трдат и т. д.
Патриарх Егише Турян нашел связь между языческим обрядом получения огня (огонь Ормизда) в новогоднюю ночь с обычаем, согласно которому, вплоть до недавнего времени, на христианское Сретение армяне разжигали костры во дворе дома, и танцевали вокруг него (Терендез).